# 2014 HQ124
2014 HQ124 — навколоземний астероїд приблизно 325 м у діаметрі, який 8 червня 2014 р. пройшов на відстані в 1 млн 250 тис. км (3,25 відстаней між Землею і Місяцем) від Землі. Він був виявлений 23 квітня 2014 р. телескопом НАСА NEOWISE. Підраховано, що у разі його падіння на Землю виділиться енергія, еквівалентна вибуху 2000 мегатонн тротилу, і утвориться ударний кратер 5 км у діаметрі.
За даними НАСА, космічні об'єкти з подібними розмірами пролітають повз Землю один раз на кілька років. Зустріч Землі з астероїдом 2014 HQ124 8 червня 2014 р. загрози зіткнення не несе.